# Виктор Левашов
Виктор Владимирович Левашов е руски журналист, сценарист, драматург и писател, автор на бестселъри в жанровете трилър и криминален роман. Пише и под псевдонима Андрей Таманцев и като Феликс Ветров.

## Биография и творчество
Виктор Левашов е роден на 11 май 1937 г. в Рибинск, Ярославска област, СССР, в семейство на донски казаци. Завършва Ленинградския технически институт.
Работи като инженер в комбината „Норилски никел“ на Колския полуостров и като топограф и геолог в Гладната степ в Узбекистан. Работил е като журналист в регионални вестници в Узбекистан, като пътуващ кореспондент на списание „Смена“, и като телевизионен журналист на полуостров Таймир.
През 1964 г. е издадена първата му книга – „Не ищите его среди мертвых“. През 1998 г. е публикуван трилърът му „Форсмажор“ от поредицата „Кодекс на честта“. Първоначално е публикувана под неговото име и псевдонима му, а по-късно само под истинското му име. Главен герой на поредицата е бившият капитан от спецназа Сергей Пастухов. През 2002 г. поредицата е екранизирана в едноименния телевизионен сериал.
Автор е на повече от 30 романа и на няколко пиеси. Член е на Съюза на писателите на СССР от 1976 г., а след това е член на Съюза на писателите на Русия.

## Произведения

### Самостоятелни романи и повести
- Не ищите его среди мертвых (1964)
- Мыс доброй надежды (1966)
- Закон Солона 1970
- Шестьдесят девятая параллель (1972)
- День открытых дверей (1973)
- Отдаю тебе сердце (1977)
- Золотое звено, книга про Байкало-Амурскую магистраль, написанная ее строителями (1983)
- Билет до Байкала (1984)
- Дойти до рассвета (1998)
- Убийство Михоэлса (1998)
- Журналюга, Журналюга (2004)
- Молчание золота (2006)
- Сочинить детективчик (2007)
- Выбор жанра (2008)
- Третья половина жизни (2013)

### Серия „Кодекс на честта“ (Солдаты удачи /Кодекс чести/)
1. Форсмажор, Их было семеро (1998)
2. Гонки на выживание (1999)
3. Успеть, чтобы выжить (1998)
4. Закон подлости (1999)
5. Да убиеш демократ, Рискнуть и победить (1999) – издаден и като „Убить демократа“
6. Двоен капан, Двойной капкан (1998)
7. Ъгъл на атаката, Угол атаки (1999)
8. Псы господни (2000)
9. Провокация, Заговор патриотов (2000) – издаден и като „Провокация“
10. Ръката на Москва, Рука Москвы (2000)
11. Автономный рейд (2002)
12. Пешки в Большой игре (2001)
13. Чужая игра (2001)
14. Пятеро против всех (2002)
15. Изчезнал безследно, Пропавшие без вести (2002) – издаден и като „Кодекс бесчестия, Разборка“
16. Точка возврата (2002)
17. Погоня за призраком (2004)

### Пиеси
- ЧМО (1988)
- Легендарная личность
- Особое назначение. Завенягин в Норильске
- Придурки, или урок драматического искусства
- Экспертиза
- Ключ (2007)
- Марфа-посадница или Плач по Великому Новгороду (2007)
- Юбилейная афиша, или Есть что вспомнить – с Виктор Каменев

### Екранизации
- 1973 Транзит на север
- 1980 Ключ
- 1984 Лучшая дорога нашей жизни
- 2002 Кодекс чести – ТВ сериал по поредицата